# BRAVO-OOOOPS
BRAVO-OOOOPSは日本のゲイビデオメーカーである。

## 概要
2006年頃設立され、スポーツマンやイカツイ系、ムッチリ、イケメンを起用した、ハードな作品で知られる。

## 主な作品・レーベル・シリーズ
- レーベル
  - BRAVO!
  - ooooPS!!
  - AJITO
  - Lucifer
- シリーズ
  - 体育会LEGEND
  - 体育会JAPAN
  - 極道 GOKUDO
  - アナルのプリンス
  - 夏恋シンドバッド
  - 少年集団強姦
  - スペルマハンター (総集編)
- 単発作品
  - 潮噴き最狂伝説　
  - 108 史上最狂108人ゴーグル乱交